# Puchar Azji U-20 w Piłce Nożnej 2023
Puchar Azji U-20 w piłce nożnej 2023 to 41. edycja Pucharu Azji U-20, który odbywał się w Uzbekistanie od 1 do 18 marca 2023 roku. W turnieju brało udział 16 drużyn.

## Miasta i stadiony
| Miasto   | Nazwa stadionu    | Pojemność | Zdjęcie | Mecze |
| -------- | ----------------- | --------- | ------- | --- |
| Taszkent | Lokomotiv Stadium | 8 000     |         | Indonezja U-20 0:2 Irak U-20 (faza grupowa) Syria U-20 0:1 Indonezja U-20 (faza grupowa) Irak U-20 1:1 Syria U-20 (faza grupowa) Tadżykistan U-20 0:2 Jordania U-20 (faza grupowa) Oman U-20 0:1 Tadżykistan U-20 (faza grupowa) Jordania U-20 0:0 Oman U-20 (faza grupowa) Arabia Saudyjska U-20 1:2 Japonia U-20 (faza grupowa) Japonia U-20 2:0 Jordania U-20 (ćwierćfinał)                                                       |
| Taszkent | Milliy Stadium    | 34 000    |         | Uzbekistan U-20 2:0 Syria U-20 (faza grupowa) Irak U-20 0:1 Uzbekistan U-20 (faza grupowa) Korea Południowa U-20 0:0 Tadżykistan U-20 (faza grupowa) Arabia Saudyjska U-20 1:0 Kirgistan U-20 (faza grupowa) Chiny U-20 2:0 Arabia Saudyjska U-20 (faza grupowa) Uzbekistan U-20 1:1 (k.5:4) Australia U-20 (ćwierćfinał) Uzbekistan U-20 0:0 (k.3:1) Korea Południowa U-20 (półfinał) Uzbekistan U-20 1:0 Irak U-20 (finał)         |
| Fergana  | Istiqlol Stadioni | 20 000    |         | Uzbekistan U-20 0:0 Indonezja U-20 (faza grupowa) Australia U-20 0:1 Wietnam U-20 (faza grupowa) Katar U-20 0:1 Iran U-20 (faza grupowa) Iran U-20 2:3 Australia U-20 (faza grupowa) Wietnam U-20 2:1 Katar U-20 (faza grupowa) Wietnam U-20 1:3 Iran U-20 (faza grupowa) |
| Taszkent | JAR Stadium       | 8 460     |         | Katar U-20 1:9 Australia U-20 (faza grupowa) Korea Południowa U-20 4:0 Oman U-20 (faza grupowa) Jordania U-20 0:2 Korea Południowa U-20 (faza grupowa) Japonia U-20 2:1 Chiny U-20 (faza grupowa) Kirgistan U-20 0:3 Japonia U-20 (faza grupowa) Chiny U-20 1:1 Kirgistan U-20 (faza grupowa) Iran U-20 0:1 Irak U-20 (ćwierćfinał) Korea Południowa U-20 3:1 Chiny U-20 (ćwierćfinał) Irak U-20 2:2 (k.5:3) Japonia U-20 (półfinał) |

## Sędziowie
| Konfederacja | Sędzia                     | Sędziowane mecze |
| ------------ | -------------------------- | --- |
| AFC          | Abdullah Jamali            | Wietnam U-20 1:3 Iran U-20 (faza grupowa) Chiny U-20 1:1 Kirgistan U-20 (faza grupowa) Uzbekistan U-20 0:0 (k.3:1) Korea Południowa U-20 (półfinał) |
| AFC          | Akhror Riskulloev          | Wietnam U-20 2:1 Katar U-20 (faza grupowa) Korea Południowa U-20 4:0 Oman U-20 (faza grupowa) |
| AFC          | Ammar Mahfoodh             | Irak U-20 1:1 Syria U-20 (faza grupowa) Uzbekistan U-20 1:1 (k.5:4) Australia U-20 (ćwierćfinał) Irak U-20 2:2 (k.5:3) Japonia U-20 (półfinał) |
| AFC          | Casey Reibelt              | Jordania U-20 0:2 Korea Południowa U-20 (faza grupowa) |
| AFC          | Hsin-Chuan Chen            | Australia U-20 0:1 Wietnam U-20 (faza grupowa) Korea Południowa U-20 0:0 Tadżykistan U-20 (faza grupowa) Kirgistan U-20 0:3 Japonia U-20 (faza grupowa) |
| AFC          | Majed Mohammed Al-Shamrani | Syria U-20 0:1 Indonezja U-20 (faza grupowa) Uzbekistan U-20 0:0 Indonezja U-20 (faza grupowa) Japonia U-20 2:0 Jordania U-20 (ćwierćfinał) |
| AFC          | Nazmi Nasaruddin           | Uzbekistan U-20 2:0 Syria U-20 (faza grupowa) Iran U-20 2:3 Australia U-20 (faza grupowa) Katar U-20 1:9 Australia U-20 (faza grupowa) Arabia Saudyjska U-20 1:2 Japonia U-20 (faza grupowa) Iran U-20 0:1 Irak U-20 (ćwierćfinał) Uzbekistan U-20 1:0 Irak U-20 (finał) |
| AFC          | Qasim Matar Al-Hatmi       | Arabia Saudyjska U-20 1:0 Kirgistan U-20 (faza grupowa) |
| AFC          | Ping-Wun Tam               | Oman U-20 0:1 Tadżykistan U-20 (faza grupowa) |
| AFC          | Sadullo Gulmurodi          | Indonezja U-20 0:2 Irak U-20 (faza grupowa) |
| AFC          | Woo-sung Kim               | Katar U-20 0:1 Iran U-20 (faza grupowa) |
| AFC          | Yahya Al-Mulla             | Irak U-20 0:1 Uzbekistan U-20 (faza grupowa) Tadżykistan U-20 0:2 Jordania U-20 (faza grupowa) Jordania U-20 0:0 Oman U-20 (faza grupowa) Chiny U-20 2:0 Arabia Saudyjska U-20 (faza grupowa) Korea Południowa U-20 3:1 Chiny U-20 (ćwierćfinał)                         |
| AFC          | Zaid Thamer Mohammed       | Japonia U-20 2:1 Chiny U-20 (faza grupowa) |

## Eliminacje
Osobna strona: Mistrzostwa Azji U-20 w piłce nożnej 2023/Eliminacje.

## Uczestnicy
| Drużyna               | Zakwalifikowny jako          | Strefa | Ostatni występ | Najlepszy Wynik                                                                      | Wynik        |
| --------------------- | ---------------------------- | ------ | -------------- | ------------------------------------------------------------------------------------ | ------------ |
| Uzbekistan U-20       | Gospodarz turnieju           | AFC    | 2016           | Wicemistrz (2008)                                                                    | Mistrz       |
| Arabia Saudyjska U-20 | Zwycięzca Grupy A            | AFC    | 2018           | Mistrzostwo (1986, 1992, 2018)                                                       | Faza Grupowa |
| Katar U-20            | Zwycięzca Grupy B            | AFC    | 2018           | Mistrzostwo (2014)                                                                   | Faza Grupowa |
| Japonia U-20          | Zwycięzca Grupy C            | AFC    | 2018           | Mistrzostwo (2016)                                                                   | Półfinał     |
| Jordania U-20         | Zwycięzca Grupy D            | AFC    | 2018           | IV miejsce (2006)                                                                    | Ćwierćfinał  |
| Korea Południowa U-20 | Zwycięzca Grupy E            | AFC    | 2018           | Mistrzostwo (1959, 1960, 1963, 1978, 1980, 1982, 1990, 1996, 1998, 2002, 2004, 2012) | Półfinał     |
| Indonezja U-20        | Zwycięzca Grupy F            | AFC    | 2018           | Mistrzostwo (1961)                                                                   | Faza Grupowa |
| Oman U-20             | Zwycięzca Grupy G            | AFC    | 2014           | Faza Grupowa (2000, 2014)                                                            | Faza Grupowa |
| Australia U-20        | Zwycięzca Grupy H            | AFC    | 2018           | II miejsce (2010)                                                                    | Ćwierćfinał  |
| Tadżykistan U-20      | Zwycięzca Grupy I            | AFC    | 2018           | Ćwierćfinał (2016, 2018)                                                             | Faza Grupowa |
| Iran U-20             | Zwycięzca Grupy J            | AFC    | 2016           | Mistrzostwo (1973, 1974, 1975, 1976)                                                 | Ćwierćfinał  |
| Wietnam U-20          | 1 miejsce wśród wicemistrzów | AFC    | 2018           | Półfinał (2016)                                                                      | Faza Grupowa |
| Kirgistan U-20        | 2 miejsce wśród wicemistrzów | AFC    | 2006           | Faza Grupowa (2006)                                                                  | Faza Grupowa |
| Chiny U-20            | 3 miejsce wśród wicemistrzów | AFC    | 2018           | Mistrzostwo (1985)                                                                   | Ćwierćfinał  |
| Irak U-20             | 4 miejsce wśród wicemistrzów | AFC    | 2018           | Mistrzostwo (1975, 1977, 1978, 1988, 2000)                                           | II miejsce   |
| Syria U-20            | 5 miejsce wśród wicemistrzów | AFC    | 2010           | Mistrzostwo (1994)                                                                   | Faza Grupowa |

## Faza grupowa
O końcowej kolejności drużyn w każdej grupie decydowała:
1. Liczba punktów uzyskana przez drużyny we wszystkich meczach grupowych;
2. Bilans bramek uzyskany we wszystkich meczach grupowych;
3. Liczba goli strzelonych przez drużyny we wszystkich meczach grupowych;
4. Liczba punktów uzyskana w meczach między zainteresowanymi drużynami (dla których wcześniejsze kryteria są identyczne);
5. Bilans bramek uzyskany w meczach między zainteresowanymi drużynami;
6. Liczba goli strzelonych w meczach między zainteresowanymi drużynami;
7. Punkty fair play we wszystkich meczach grupowych (tylko jedna z poniższych pozycji może być zastosowana do jednego gracza w jednym meczu):
  - Żółta kartka: –1 punkt,
  - Dwie żółte kartki: –3 punkty,
  - Czerwona kartka: –4 punkty,
  - Żółta i czerwona kartka: –5 punktów;
8. Losowanie.

Legenda do tabelek:
- Pkt – liczba punktów
- M – liczba meczów
- W – wygrane
- R – remisy
- P – porażki
- Br+ – bramki zdobyte
- Br− – bramki stracone
- +/− – bilans bramek
- FP - punkty fairplay

Dwie pierwsze drużyny z każdej grupy awansowały do dalszych gier.

### Grupa A
| Zespół          | Pkt | M | W | R | P | Br+ | Br− | +/− |
| --------------- | --- | - | - | - | - | --- | --- | --- |
| Uzbekistan U-20 | 7   | 3 | 2 | 1 | 0 | 3   | 0   | +3  |
| Irak U-20       | 4   | 3 | 1 | 1 | 1 | 3   | 2   | +1  |
| Indonezja U-20  | 4   | 3 | 1 | 1 | 1 | 1   | 2   | -1  |
| Syria U-20      | 1   | 3 | 0 | 1 | 2 | 1   | 4   | -3  |

| Mecz 1 1 marca 2023 13:00 CET | Indonezja U-20 | 0:2(0:1) | Irak U-20 · 28' Hayder Abdulkareem · 90+6' Mohammed Jameel Shanaa | Lokomotiv Stadium, Taszkent Widzów: 120 Sędzia: Sadullo Gulmurodi |
|                               |                |          |                                                                   |                                                                   |

| Mecz 2 1 marca 2023 15:00 CET | Uzbekistan U-20 · 38' Abbosbek Fayzullaev · 63' (sam) Khaled Al-Hajjah | 2:0(1:0) | Syria U-20 | Milliy Stadium, Taszkent Widzów: 32 757 Sędzia: Nazmi Nasaruddin |
|                               |                                                                        |          |            |                                                                  |

| Mecz 9 4 marca 2023 13:00 CET | Syria U-20 | 0:1(0:1) | Indonezja U-20 · 35' Hokky Caraka | Lokomotiv Stadium, Taszkent Widzów: 95 Sędzia: Majed Mohammed Al-Shamrani |
|                               |            |          |                                   |                                                                           |

| Mecz 10 4 marca 2023 15:00 CET | Irak U-20 | 0:1(0:1) | Uzbekistan U-20 · 17' Pulatkhuzha Kholdorkhonov | Milliy Stadium, Taszkent Widzów: 32 218 Sędzia: Yahya Al-Mulla |
|                                |           |          |                                                 |                                                                |

| Mecz 17 7 marca 2023 15:00 CET | Uzbekistan U-20 | 0:0 | Indonezja U-20 | Istiqlol Stadioni, Fergana Sędzia: Majed Mohammed Al-Shamrani |
|                                |                 |     |                |                                                               |

| Mecz 18 7 marca 2023 15:00 CET | Irak U-20 · 17' Hayder Abdulkareem | 1:1(1:0) | Syria U-20 · 90+5' Zakaria Ramdan | Lokomotiv Stadium, Taszkent Sędzia: Ammar Mahfoodh |
|                                |                                    |          |                                   |                                                    |

### Grupa B
| Zespół         | Pkt | M | W | R | P | Br+ | Br− | +/− |
| -------------- | --- | - | - | - | - | --- | --- | --- |
| Iran U-20      | 6   | 3 | 2 | 0 | 1 | 6   | 4   | +2  |
| Australia U-20 | 6   | 3 | 2 | 0 | 1 | 12  | 4   | +8  |
| Wietnam U-20   | 6   | 3 | 2 | 0 | 1 | 4   | 4   | 0   |
| Katar U-20     | 0   | 3 | 0 | 0 | 3 | 2   | 12  | -10 |

| Mecz 3 1 marca 2023 11:00 CET | Australia U-20 | 0:1(0:1) | Wietnam U-20 · 6' Quoc Viet Nguyen | Istiqlol Stadioni, Fergana Widzów: 5 715 Sędzia: Hsin-Chuan Chen |
|                               |                |          |                                    |                                                                  |

| Mecz 4 1 marca 2023 15:00 CET | Katar U-20 | 0:1(0:0) | Iran U-20 · 65' (k) Mohammad Amin Hazbavi | Istiqlol Stadioni, Fergana Widzów: 6 120 Sędzia: Woo-sung Kim |
|                               |            |          |                                           |                                                               |

| Mecz 11 4 marca 2023 11:00 CET | Iran U-20 · 25' Amirreza Eslamtalab · 80' Alireza Enayatzadeh · | 2:3(1:2) | Australia U-20 · 8' Aidan Simmons · 19', 46' Adrian Segecic · | Istiqlol Stadioni, Fergana Widzów: 1 154 Sędzia: Nazmi Nasaruddin |
|                                |                                                                 |          |                                                               |                                                                   |

| Mecz 12 4 marca 2023 15:00 CET | Wietnam U-20 · 45+2' Quoc Viet Nguyen · 90' Van Truong Nguyen · | 2:1(1:0) | Katar U-20 · 84' (k) Ahmed Al-Rawi · | Istiqlol Stadioni, Fergana Widzów: 1 024 Sędzia: Akhror Riskulloev |
|                                |                                                                 |          |                                      |                                                                    |

| Mecz 19 7 marca 2023 11:00 CET | Katar U-20 · 2' Mustafa Asar · | 1:9(1:4) | Australia U-20 · 13' (sam) Hassan Mohammed Alghareeb · 21' Chris Donnell · 25' Raphael Borges Rodrigues · 39', 67' Bernardo · 76' Jonny Yull · 79' Gabriel Popovic · 90' Archie Goodwin · 90+2' Alexander Badolato · | JAR Stadium, Taszkent Widzów: 123 Sędzia: Nazmi Nasaruddin |
|                                |                                |          | |                                                            |

| Mecz 20 7 marca 2023 11:00 CET | Wietnam U-20 · 56' Van Khang Khuat · | 1:3(0:1) | Iran U-20 · 36' Mohammad Amin Hazbavi · 75' Saeid Saharkhizan · 90+4' Mohammadjavad Hosseinnejad · | Istiqlol Stadioni, Fergana Widzów: 982 Sędzia: Abdullah Jamali |
|                                |                                      |          | |                                                                |

### Grupa C
| Zespół                | Pkt | M | W | R | P | Br+ | Br− | +/− |
| --------------------- | --- | - | - | - | - | --- | --- | --- |
| Korea Południowa U-20 | 7   | 3 | 2 | 1 | 0 | 6   | 0   | +6  |
| Jordania U-20         | 4   | 3 | 1 | 1 | 1 | 2   | 2   | 0   |
| Tadżykistan U-20      | 4   | 3 | 1 | 1 | 1 | 1   | 2   | -1  |
| Oman U-20             | 1   | 3 | 0 | 1 | 2 | 0   | 5   | -5  |

| Mecz 5 2 marca 2023 11:00 CET | Korea Południowa U-20 · 30' Yong-hak Kim · 34', 58' Jin-young Sung · 90+4' Sang-yun Kang · | 4:0(2:0) | Oman U-20 | JAR Stadium, Taszkent Widzów: 53 Sędzia: Akhror Riskulloev |
|                               |                                                                                            |          |           |                                                            |

| Mecz 6 2 marca 2023 13:00 CET | Tadżykistan U-20 | 0:2(0:2) | Jordania U-20 · 7' Ali Al-Azaizeh · 25' Seif Darwish · | Lokomotiv Stadium, Taszkent Widzów: 253 Sędzia: Yahya Al-Mulla |
|                               |                  |          |                                                        |                                                                |

| Mecz 13 5 marca 2023 11:00 CET | Jordania U-20 | 0:2(0:0) | Korea Południowa U-20 · 65' Joon-ho Bae · 71' Seong-jin Kang · | JAR Stadium, Taszkent Widzów: 221 Sędzia: Casey Reibelt |
|                                |               |          |                                                                |                                                         |

| Mecz 14 5 marca 2023 13:00 CET | Oman U-20 | 0:1(0:0) | Tadżykistan U-20 · 80' Amadoni Kamolov · | Lokomotiv Stadium, Taszkent Widzów: 80 Sędzia: Ping-Wun Tam |
|                                |           |          |                                          |                                                             |

| Mecz 21 8 marca 2023 13:00 CET | Korea Południowa U-20 | 0:0 | Tadżykistan U-20 | Milliy Stadium, Taszkent Widzów: 80 Sędzia: Hsin-Chuan Chen |
|                                |                       |     |                  |                                                             |

| Mecz 22 8 marca 2023 13:00 CET | Jordania U-20 | 0:0 | Oman U-20 | Lokomotiv Stadium, Taszkent Widzów: 30 Sędzia: Yahya Al-Mulla |
|                                |               |     |           |                                                               |

### Grupa D
| Zespół                | Pkt | M | W | R | P | Br+ | Br− | +/− |
| --------------------- | --- | - | - | - | - | --- | --- | --- |
| Japonia U-20          | 9   | 3 | 3 | 0 | 0 | 7   | 2   | +5  |
| Chiny U-20            | 4   | 3 | 1 | 1 | 1 | 4   | 3   | +1  |
| Arabia Saudyjska U-20 | 3   | 3 | 1 | 0 | 2 | 2   | 4   | -2  |
| Kirgistan U-20        | 1   | 3 | 0 | 1 | 2 | 1   | 5   | -4  |

| Mecz 7 3 marca 2023 11:00 CET | Japonia U-20 · 66', 70' Naoki Kumata | 2:1(0:1) | Chiny U-20 · 6' (sam) Hayato Tanaka · | JAR Stadium, Taszkent Widzów: 251 Sędzia: Zaid Thamer Mohammed |
|                               |                                      |          |                                       |                                                                |

| Mecz 8 3 marca 2023 13:00 CET | Arabia Saudyjska U-20 · 50' (k) Abdullah Radif | 1:0(0:0) | Kirgistan U-20 | Milliy Stadium, Taszkent Widzów: 587 Sędzia: Qasim Matar Al-Hatmi |
|                               |                                                |          |                |                                                                   |

| Mecz 15 6 marca 2023 11:00 CET | Kirgistan U-20 | 0:3(0:0) | Japonia U-20 · 73' (k) Kodai Sano · 75' Naoki Kumata · 85' Isa Sakamoto | JAR Stadium, Taszkent Widzów: 287 Sędzia: Hsin-Chuan Chen |
|                                |                |          |                                                                         |                                                           |

| Mecz 16 6 marca 2023 13:00 CET | Chiny U-20 · 65' Mutallep Iminqari · 72' Bin Xu · | 2:0(0:0) | Arabia Saudyjska U-20 | Milliy Stadium, Taszkent Widzów: 325 Sędzia: Yahya Al-Mulla |
|                                |                                                   |          |                       |                                                             |

| Mecz 23 9 marca 2023 13:00 CET | Arabia Saudyjska U-20 · 74' Yazeed Yahya Jawshan · | 1:2(0:1) | Japonia U-20 · 15', 78' Kuryu Matsuki · | Lokomotiv Stadium, Taszkent Widzów: 143 Sędzia: Nazmi Nasaruddin |
|                                |                                                    |          |                                         |                                                                  |

| Mecz 24 9 marca 2023 13:00 CET | Chiny U-20 · 58' (sam) Mirlan Bekberdinov · | 1:1(0:0) | Kirgistan U-20 · 87' Biymyrza Zhenishbekov · | Lokomotiv Stadium, Taszkent Widzów: 235 Sędzia: Abdullah Jamali |
|                                |                                             |          |                                              |                                                                 |

## Faza pucharowa
Faza pucharowa (od ćwierćfinału) rozgrywano systemem pucharowym. Wszystkie spotkania miały postać jednego meczu.

### Ćwierćfinały
| Mecz 25 11 marca 2023 11:00 CET | Iran U-20 | 0:1(0:1) | Irak U-20 · 90+1' Ali Jasim | JAR Stadium, Taszkent Widzów: 178 Sędzia: Nazmi Nasaruddin |
|                                 |           |          |                             |                                                            |

| Mecz 26 11 marca 2023 15:00 CET                                                                                         | Uzbekistan U-20 · 79' Zafarmurod Abdurakhmatov | 1:1 p.d. k. 5:4(0:0)                                                                       | Australia U-20 · 77' Gabriel Popovic | Milliy Stadium, Taszkent Widzów: 33 494 Sędzia: Ammar Mahfoodh |
| |                                                |                                                                                            |                                      |                                                                |
| |                                                | Rzuty karne                                                                                |                                      |                                                                |
| Abbosbek Fayzullaev · Pulatkhuzha Kholdorkhonov · Nodirbek Abdurazzokov · Makhmud Makhamadzhonov · Umarali Rakhmonaliev |                                                | Nectarios Triantis · Archie Goodwin · Joshua Rawlins · Alexander Badolato · Adrian Segecic |                                      |                                                                |

| Mecz 27 12 marca 2023 11:00 CET | Korea Południowa U-20 · 62' Yong-hak Kim · 100' Jin-young Sung · 105' Seok-hyeon Choi | 3:1 p.d.(0:0) | Chiny U-20 · 48' Mutellip Iminqari | JAR Stadium, Taszkent Widzów: 467 Sędzia: Yahya Al-Mulla |
|                                 |                                                                                       |               |                                    |                                                          |

| Mecz 28 12 marca 2023 15:00 CET | Japonia U-20 · 54' Isa Sakamoto · 70' Naoki Kumata | 2:0(0:0) | Jordania U-20 | Lokomotiv Stadium, Taszkent Widzów: 163 Sędzia: Majed Mohammed Al-Shamrani |
|                                 |                                                    |          |               |                                                                            |

### Półfinały
| Mecz 29 15 marca 2023 11:00 CET                                                          | Irak U-20 · 12' Ali Jasim · 103' Mohammed Jameel Shanaa | 2:2 p.d. k. 5:3(1:0)                                     | Japonia U-20 · 83' Takatora Einaga · 118' Naoki Kumata | JAR Stadium, Taszkent Widzów: 251 Sędzia: Ammar Mahfoodh |
|                                                                                          |                                                         |                                                          |                                                        |                                                          |
|                                                                                          |                                                         | Rzuty karne                                              |                                                        |                                                          |
| Ashar Ali Hussein · Sajjad Mohammed Mahdi · Ali Jasim · Kadhim Raad · Abdul Razaq Qassem |                                                         | Naoki Kumata · Kodai Sano · Niko Takahashi · Sota Kitano |                                                        |                                                          |

| Mecz 30 15 marca 2023 15:00 CET                                         | Uzbekistan U-20 | 0:0 p.d. k. 3:1                                              | Korea Południowa U-20 | Milliy Stadium, Taszkent Widzów: 33 977 Sędzia: Abdullah Jamali |
|                                                                         |                 |                                                              |                       |                                                                 |
|                                                                         |                 | Rzuty karne                                                  |                       |                                                                 |
| Abbosbek Fayzullaev · Makhmud Makhamadzhonov · Zafarmurod Abdurakhmatov |                 | Seong-jin Kang · Sang-yun Kang · Chang-woo Park · Ji-soo Kim |                       |                                                                 |

### Finał
| Mecz 31 18 marca 2023 15:00 CET | Uzbekistan U-20 · 72' (k) Umarali Rakhmonaliev · | 1:0(0:0) | Irak U-20 | Milliy Stadium, Taszkent Widzów: 33 834 Sędzia: Nazmi Nasaruddin |
|                                 |                                                  |          |           |                                                                  |

## Strzelcy[36]
Bramki z serii rzutów karnych nie są wliczane do klasyfikacji ogólnej.
Poniżej zostali przedstawieni zawodnicy z dwoma lub większą ilością goli.
5 goli
- Naoki Kumata

3 gole
- Jin-young Sung

2 gole
- Kuryu Matsuki
- Bernardo
- Gabriel Popovic
- Yong-hak Kim
- Mutallep Iminqari
- Ali Jasim
- Quoc Viet Nguyen
- Mohammad Amin Hazbavi
- Isa Sakamoto
- Mohammed Jameel Shanaa
- Hayder Abdulkareem
- Adrian Segecic

Samobóje
- Khaled Al-Hajjah (dla  Uzbekistan U-20)
- Hassan Mohammed Alghareeb (dla  Australia U-20)
- Hayato Tanaka (dla  Chiny U-20)
- Mirlan Bekberdinov (dla  Chiny U-20)

## Hat tricki
Żaden z zawodników nie zdobył hat tricka w tym turnieju.

## Klasyfikacja końcowa
| Miejsce                        | Reprezentacja         | Punkty | Bramki +/− | Bramki zdobyte |
| ------------------------------ | --------------------- | ------ | ---------- | -------------- |
| Strefa medalowa                |                       |        |            |                |
| złoto                          | Uzbekistan U-20       | 16     | +4         | 5              |
| srebro                         | Irak U-20             | 10     | +2         | 6              |
| brąz                           | Japonia U-20          | 12     | +7         | 11             |
| brąz                           | Korea Południowa U-20 | 10     | +8         | 9              |
| Wyeliminowane w ćwierćfinale   |                       |        |            |                |
| 5.                             | Australia U-20        | 6      | +8         | 13             |
| 6.                             | Iran U-20             | 6      | +1         | 6              |
| 7.                             | Chiny U-20            | 4      | -1         | 5              |
| 8.                             | Jordania U-20         | 4      | -2         | 2              |
| Wyeliminowane w fazie grupowej |                       |        |            |                |
| 9.                             | Wietnam U-20          | 6      | 0          | 4              |
| 10.                            | Indonezja U-20        | 4      | -1         | 1              |
| 10.                            | Tadżykistan U-20      | 4      | -1         | 1              |
| 12.                            | Arabia Saudyjska U-20 | 3      | -2         | 2              |
| 13.                            | Syria U-20            | 1      | -3         | 1              |
| 14.                            | Kirgistan U-20        | 1      | -4         | 1              |
| 15.                            | Oman U-20             | 1      | -5         | 0              |
| 16.                            | Katar U-20            | 0      | -10        | 2              |